# Boris Rybakov
Boris Alexandrovič Rybakov (rusky Бори́с Алекса́ндрович Рыбако́в, 3. června 1908 Moskva – 27. prosince 2001) byl ruský historik, oponent normanské teorie.
Od roku 1939 stál v čele katedry historie na Moskevské univerzitě, v letech 1952 – 1954 byl zástupcem děkana tamtéž a čtyřicet let vedl Ruský historický institut. Jeho průkopnickou monografií byla Řemeslná výroba staré Rusi (1948), kde prosazoval tezi ekonomické nadřazenosti Kyjevské Rusi nad tehdejší západní Evropou. Vedl vykopávky v Moskvě, Novgorodu, Zvenigorodu, Černihivu, Perejaslavi, Tmutarakani a Putivlu, výsledky svých nálezů pak publikoval v řadě monografií jako Černihivské starožitnosti (1949), Kroniky a byliny staré Rusi (1963), První staletí ruské historie (1964), Slovo o pluku Igorově a jeho současníci (1971), Moskevské mapy 15. a raného 16. století (1974) a Herodótova Skythie (1979). V posledním z jmenovaných děl zastával tezi že Skythové popsaní Herodótem byly předky současných Slovanů.